# Орловский район (Орловская область)
Орло́вский район — административно-территориальная единица (район) в Орловской области России. В рамках организации местного самоуправления, составляет муниципальное образование Орловский муниципальный округ (с 2006 до 2021 гг. — муниципальный район).
Площадь — 1700,28 км², население — 70 123 чел. (2023). Административный центр — город Орёл (в район не входит).

## География
Район расположен в центральной части области и окружает город Орёл со всех сторон. Граничит с Болховским, Мценским, Залегощенским, Свердловским, Кромским, Урицким и Знаменским районами.
Время
Орловский район, как и вся Орловская область, находится в часовой зоне МСК (московское время). Смещение применяемого времени относительно UTC составляет +3:00.

### Климат
Климат района умеренно—континентальный (в классификации Кёппена — Dfb). Удалённость от моря и взаимодействующие между собой северо-западные океанические и восточные континентальные массы воздуха определяют характер погоды. Зима умеренно прохладная. Периодически похолодания меняются оттепелями. Лето неустойчивое, со сменяющимися периодами сильной жары и прохлады.
Атмосферные осадки выпадают в умеренном количестве, по месяцам распределяются неравномерно — наибольшее их количество выпадает в летнее время.
Водные ресурсы
Основные реки — Орлик, Неполодь, Ока, Оптуха, Рыбница, Мезенка, Цон.

## История
Район образован 30 июля 1928 года в составе Орловского округа Центрально-Чернозёмной области, в него вошла часть территории бывшего Орловского уезда Орловской губернии.
13 июня 1934 года после ликвидации Центрально-Чернозёмной области район вошёл в состав вновь образованной Курской области.
27 сентября 1937 года район вошёл в состав вновь образованной Орловской области.
12 декабря 1940 года из северной части Орловского района выделен Володарский район с центром в Орле.
В феврале 1963 года район был преобразован в Орловский сельский район, в него также вошла территория упразднённого Володарского района.
12 января 1965 года Орловский сельский район вновь преобразован в район с сохранением границ.
С 1 января 2006 года до 16 мая 2021 года в рамках организации местного самоуправления функционировал одноимённый муниципальный район, включавший 17 муниципальных образований. Законом от 4 мая 2021 года Орловский муниципальный район упразднён и путём объединения бывших муниципальных образований (1 городского и 16 сельских поселений) к 16 мая 2021 года преобразован в муниципальный округ.

## Население

Территориальное устройство Орловского района: 16 сельсоветов (которым с 2004 до 2021 гг. соответствовали бывшие сельские поселения)

| 1959    | 1970    | 1979    | 1989    | 2002    | 2009    | 2010    | 2012    | 2013    |
| ------- | ------- | ------- | ------- | ------- | ------- | ------- | ------- | ------- |
| 33 345  | ↗60 442 | ↘58 805 | ↗63 801 | ↗66 167 | ↗66 630 | ↗67 384 | ↗68 592 | ↗69 796 |
| 2014    | 2015    | 2016    | 2017    | 2018    | 2019    | 2020    | 2021    | 2023    |
| ↗70 513 | ↗70 544 | ↘70 125 | ↘69 906 | ↘69 201 | ↘68 919 | ↘68 768 | ↗70 559 | ↘70 123 |

### Урбанизация
В городских условиях (пгт Знаменка) проживают 13,85 % населения района.

### Национальный состав
По итогам переписи населения 2020 года проживали следующие национальности (национальности менее 0,1 % и другое, см. в сноске к строке «Другие»):
| Национальность | Численность, чел. | Доля     |
| -------------- | ----------------- | -------- |
| Русские        | 63 108            | 89,44 %  |
| Цыгане         | 679               | 0,96 %   |
| Украинцы       | 321               | 0,45 %   |
| Армяне         | 274               | 0,39 %   |
| Азербайджанцы  | 122               | 0,17 %   |
| Таджики        | 116               | 0,16 %   |
| Татары         | 97                | 0,14 %   |
| Узбеки         | 85                | 0,12 %   |
| Белорусы       | 83                | 0,12 %   |
| Другие         | 5674              | 8,05 %   |
| Итого          | 70 559            | 100,00 % |

## Территориальное устройство
В рамках организации местного самоуправления, в муниципальный район с 1 января 2006 года до 16 мая 2021 года соответственно входили 17 муниципальных образований, в том числе 1 городское поселение (пгт) и 16 сельских поселений (в границах сельсоветов). В мае 2021 года все 17 муниципальных образований упразднены и объединены в муниципальный округ.
| №  | Бывшее муниципальное образование        | Административный центр    | Количество населённых пунктов | Население | Площадь, км2 |
| -- | --------------------------------------- | ------------------------- | ----------------------------- | --------- | ------------ |
| 1  | городское поселение Знаменка            | пгт Знаменка              | 1                             | ↘9711     | 10,31        |
| 2  | Большекуликовское сельское поселение    | посёлок Куликовский       | 34                            | ↘4326     | 179,64       |
| 3  | Голохвастовское сельское поселение      | село Путимец              | 6                             | ↘380      | 55,80        |
| 4  | Жиляевское сельское поселение           | деревня Полозовские Дворы | 17                            | ↘743      | 136,11       |
| 5  | Лавровское сельское поселение           | село Лаврово              | 13                            | ↘2071     | 118,50       |
| 6  | Лошаковское сельское поселение          | посёлок Биофабрика        | 9                             | ↘3930     | 31,85        |
| 7  | Масловское сельское поселение           | село Маслово              | 4                             | ↗705      | 80,00        |
| 8  | Моховицкое сельское поселение           | село Моховица             | 11                            | ↘809      | 135,00       |
| 9  | Неполодское сельское поселение          | деревня Жилина            | 24                            | ↗14 004   | 170,03       |
| 10 | Образцовское сельское поселение         | село Звягинки             | 22                            | ↗8998     | 104,86       |
| 11 | Пахомовское сельское поселение          | посёлок Стрелецкий        | 21                            | ↘4718     | 110,11       |
| 12 | Платоновское сельское поселение         | деревня Нижняя Калиновка  | 23                            | ↗9373     | 86,64        |
| 13 | Сабуровское сельское поселение          | посёлок Добрый            | 18                            | ↘2800     | 94,31        |
| 14 | Спасское сельское поселение             | село Бакланово            | 6                             | ↘532      | 63,78        |
| 15 | Станово-Колодезьское сельское поселение | село Становой Колодезь    | 19                            | ↘3412     | 146,70       |
| 16 | Становское сельское поселение           | деревня Становое          | 22                            | ↘2861     | 150,00       |
| 17 | Троицкое сельское поселение             | село Троицкое             | 15                            | ↘1026     | 85,67        |

## Населённые пункты
В Орловском районе 265 населённых пунктов.
| №   | Населённый пункт    | Тип     | Население | бывшее муниципальное образование        |
| --- | ------------------- | ------- | --------- | --------------------------------------- |
| 1   | Агеевка             | деревня | 70        | Сабуровское сельское поселение          |
| 2   | Азаровка            | деревня | 24        | Станово-Колодезьское сельское поселение |
| 3   | Александровка       | деревня | 12        | Большекуликовское сельское поселение    |
| 4   | Александровский     | посёлок | 38        | Жиляевское сельское поселение           |
| 5   | Альшанские Выселки  | деревня | 77        | Сабуровское сельское поселение          |
| 6   | Альшань             | село    | ↘109      | Сабуровское сельское поселение          |
| 7   | Альяное             | деревня | 18        | Моховицкое сельское поселение           |
| 8   | Ананьевка           | деревня | 14        | Большекуликовское сельское поселение    |
| 9   | Арсеньева           | деревня | 6         | Жиляевское сельское поселение           |
| 10  | Бакино              | деревня | 14        | Большекуликовское сельское поселение    |
| 11  | Бакланово           | село    | ↘654      | Спасское сельское поселение             |
| 12  | Башковка            | деревня | ↗105      | Большекуликовское сельское поселение    |
| 13  | Белоберёзовский     | посёлок | ↘499      | Неполодское сельское поселение          |
| 14  | Биофабрика          | посёлок | ↘1015     | Лошаковское сельское поселение          |
| 15  | Бобровка            | деревня | 51        | Масловское сельское поселение           |
| 16  | Бойцовский          | посёлок | 32        | Пахомовское сельское поселение          |
| 17  | Болотово            | деревня | ↗304      | Пахомовское сельское поселение          |
| 18  | Болотовские Дворы   | деревня | ↗785      | Пахомовское сельское поселение          |
| 19  | Большая Булгакова   | деревня | 33        | Платоновское сельское поселение         |
| 20  | Большая Деревня     | деревня | ↗102      | Троицкое сельское поселение             |
| 21  | Большая Куликовка   | село    | ↘482      | Большекуликовское сельское поселение    |
| 22  | Большая Рябцева     | деревня | 28        | Платоновское сельское поселение         |
| 23  | Большая Фоминка     | деревня | 75        | Сабуровское сельское поселение          |
| 24  | Большевик           | посёлок | 10        | Жиляевское сельское поселение           |
| 25  | Большие Озерки      | посёлок | 4         | Жиляевское сельское поселение           |
| 26  | Борзёнково          | деревня | 1         | Лавровское сельское поселение           |
| 27  | Борнякова           | деревня | 18        | Становское сельское поселение           |
| 28  | Ботавина            | деревня | 84        | Становское сельское поселение           |
| 29  | Брусенцово          | деревня | 11        | Пахомовское сельское поселение          |
| 30  | Булановка           | деревня | 53        | Неполодское сельское поселение          |
| 31  | Булгаково           | деревня | 1         | Спасское сельское поселение             |
| 32  | Булгаковский        | посёлок | ↘95       | Платоновское сельское поселение         |
| 33  | Булгаковы Горки     | деревня | 58        | Образцовское сельское поселение         |
| 34  | Буян                | посёлок | 32        | Лавровское сельское поселение           |
| 35  | Быстрая             | деревня | ↗128      | Сабуровское сельское поселение          |
| 36  | Верхняя Калиновка   | деревня | 73        | Платоновское сельское поселение         |
| 37  | Верхняя Стишь       | деревня | 0         | Лавровское сельское поселение           |
| 38  | Высокое             | деревня | 4         | Становское сельское поселение           |
| 39  | Вязки               | деревня | ↘92       | Платоновское сельское поселение         |
| 40  | Вязки               | посёлок | ↘91       | Платоновское сельское поселение         |
| 41  | Вязковский          | посёлок | 26        | Неполодское сельское поселение          |
| 42  | Вятский Посад       | посёлок | ↗259      | Образцовское сельское поселение         |
| 43  | Гавриловская        | деревня | 18        | Жиляевское сельское поселение           |
| 44  | Гать                | деревня | ↗595      | Образцовское сельское поселение         |
| 45  | Герасимовка         | деревня | 1         | Лавровское сельское поселение           |
| 46  | Глазово             | деревня | 16        | Жиляевское сельское поселение           |
| 47  | Голохвастово        | деревня | 15        | Голохвастовское сельское поселение      |
| 48  | Горки               | посёлок | 15        | Неполодское сельское поселение          |
| 49  | Грачёвка            | деревня | ↗420      | Большекуликовское сельское поселение    |
| 50  | Гремячий            | посёлок | 6         | Станово-Колодезьское сельское поселение |
| 51  | Гуреевка            | деревня | 68        | Большекуликовское сельское поселение    |
| 52  | Дмитровка           | деревня | 58        | Троицкое сельское поселение             |
| 53  | Добрый              | посёлок | ↗1585     | Сабуровское сельское поселение          |
| 54  | Докукинский         | посёлок | ↗189      | Пахомовское сельское поселение          |
| 55  | Долбилово           | деревня | 1         | Моховицкое сельское поселение           |
| 56  | Домнино             | деревня | 87        | Большекуликовское сельское поселение    |
| 57  | Дружный             | посёлок | 70        | Сабуровское сельское поселение          |
| 58  | Дубовая Роща        | деревня | ↗515      | Жиляевское сельское поселение           |
| 59  | Дубовик             | село    | 20        | Лавровское сельское поселение           |
| 60  | Дьячевский          | посёлок | 6         | Пахомовское сельское поселение          |
| 61  | Дьячье              | село    | 20        | Пахомовское сельское поселение          |
| 62  | Дьячье              | посёлок |           | Троицкое сельское поселение             |
| 63  | Евдокимово          | деревня | 11        | Пахомовское сельское поселение          |
| 64  | Ермолаево           | деревня | 12        | Большекуликовское сельское поселение    |
| 65  | Живописцев          | посёлок | 5         | Образцовское сельское поселение         |
| 66  | Жидкое              | деревня | 66        | Большекуликовское сельское поселение    |
| 67  | Жилина              | деревня | ↗6915     | Неполодское сельское поселение          |
| 68  | Жиляева             | деревня | 24        | Жиляевское сельское поселение           |
| 69  | Жукова              | деревня | 7         | Становское сельское поселение           |
| 70  | Жуковка             | деревня | ↘106      | Большекуликовское сельское поселение    |
| 71  | Зареченский         | посёлок | 32        | Моховицкое сельское поселение           |
| 72  | Зареченский         | посёлок | ↗1794     | Образцовское сельское поселение         |
| 73  | Заречная            | деревня | 65        | Становское сельское поселение           |
| 74  | Заречье             | посёлок | 1         | Троицкое сельское поселение             |
| 75  | Зарощенский         | посёлок | 8         | Становское сельское поселение           |
| 76  | Заря                | посёлок | 7         | Станово-Колодезьское сельское поселение |
| 77  | Звягинки            | село    | ↘1131     | Образцовское сельское поселение         |
| 78  | Зелёная Роща        | посёлок | 15        | Образцовское сельское поселение         |
| 79  | Зелёный             | посёлок | 70        | Пахомовское сельское поселение          |
| 80  | Зелёный Шум         | посёлок | 38        | Неполодское сельское поселение          |
| 81  | Знаменка            | пгт     | ↘9711     | городское поселение Знаменка            |
| 82  | Знаменское          | село    | 51        | Большекуликовское сельское поселение    |
| 83  | Золотилова          | деревня | 21        | Становское сельское поселение           |
| 84  | Зыкова              | деревня | 6         | Лошаковское сельское поселение          |
| 85  | Зяблое              | деревня | ↘305      | Станово-Колодезьское сельское поселение |
| 86  | Ивановка            | посёлок | ↘131      | Станово-Колодезьское сельское поселение |
| 87  | Ивановский          | посёлок | 4         | Жиляевское сельское поселение           |
| 88  | Ивановское          | деревня | ↗805      | Становское сельское поселение           |
| 89  | Извеково            | деревня | 88        | Образцовское сельское поселение         |
| 90  | Истомино            | деревня | ↘547      | Пахомовское сельское поселение          |
| 91  | Казначеево          | деревня | ↘104      | Становское сельское поселение           |
| 92  | Какуринка           | посёлок | 5         | Становское сельское поселение           |
| 93  | Калинино            | село    | ↘728      | Станово-Колодезьское сельское поселение |
| 94  | Калуга              | деревня | 1         | Моховицкое сельское поселение           |
| 95  | Каменка             | село    | 21        | Жиляевское сельское поселение           |
| 96  | Карпова             | деревня | ↗345      | Троицкое сельское поселение             |
| 97  | Карпово             | деревня | 1         | Станово-Колодезьское сельское поселение |
| 98  | Карповский          | посёлок | 10        | Большекуликовское сельское поселение    |
| 99  | Карьер              | посёлок | 23        | Станово-Колодезьское сельское поселение |
| 100 | Касьяновка          | деревня | ↗101      | Неполодское сельское поселение          |
| 101 | Киреевка            | деревня | ↗637      | Лошаковское сельское поселение          |
| 102 | Клеймёново          | село    | ↘118      | Становское сельское поселение           |
| 103 | Кнубрь              | деревня | 59        | Сабуровское сельское поселение          |
| 104 | Козиновка           | деревня | 50        | Станово-Колодезьское сельское поселение |
| 105 | Козлы               | деревня | 64        | Лавровское сельское поселение           |
| 106 | Кондырева           | деревня | ↗121      | Неполодское сельское поселение          |
| 107 | Конёвка             | деревня | ↗458      | Платоновское сельское поселение         |
| 108 | Кофаново            | деревня | 86        | Большекуликовское сельское поселение    |
| 109 | Красная Горка       | посёлок | 5         | Жиляевское сельское поселение           |
| 110 | Красная Звезда      | посёлок | ↘631      | Большекуликовское сельское поселение    |
| 111 | Красный Октябрь     | посёлок | 33        | Неполодское сельское поселение          |
| 112 | Красный Сабуровец   | посёлок | 22        | Сабуровское сельское поселение          |
| 113 | Кривая Лука         | деревня | 87        | Большекуликовское сельское поселение    |
| 114 | Круглый             | посёлок | 23        | Сабуровское сельское поселение          |
| 115 | Крутая Гора         | деревня | 77        | Большекуликовское сельское поселение    |
| 116 | Крутовский          | посёлок | 11        | Жиляевское сельское поселение           |
| 117 | Кузнецы             | деревня | 48        | Сабуровское сельское поселение          |
| 118 | Кулешовка           | деревня | 7         | Станово-Колодезьское сельское поселение |
| 119 | Кулига              | деревня | 10        | Становское сельское поселение           |
| 120 | Кулики              | деревня | 53        | Образцовское сельское поселение         |
| 121 | Куликовский         | посёлок | ↗1206     | Большекуликовское сельское поселение    |
| 122 | Лаврово             | село    | ↗1636     | Лавровское сельское поселение           |
| 123 | Леженки             | деревня | ↗892      | Платоновское сельское поселение         |
| 124 | Леонтьево           | деревня | 5         | Станово-Колодезьское сельское поселение |
| 125 | Лесная              | деревня | ↘117      | Большекуликовское сельское поселение    |
| 126 | Лесной              | посёлок | ↗92       | Платоновское сельское поселение         |
| 127 | Липки               | деревня | 4         | Большекуликовское сельское поселение    |
| 128 | Ломовец             | село    | 68        | Становское сельское поселение           |
| 129 | Лошаково            | деревня | 33        | Лошаковское сельское поселение          |
| 130 | Лука Журавинка      | деревня | 32        | Платоновское сельское поселение         |
| 131 | Лукьянчиково        | деревня | 5         | Большекуликовское сельское поселение    |
| 132 | Лунёво              | деревня | 73        | Платоновское сельское поселение         |
| 133 | Лыковский           | посёлок | 5         | Неполодское сельское поселение          |
| 134 | Малая Булгакова     | деревня | ↗230      | Платоновское сельское поселение         |
| 135 | Малая Куликовка     | деревня | ↘591      | Большекуликовское сельское поселение    |
| 136 | Малая Рябцева       | деревня | 70        | Большекуликовское сельское поселение    |
| 137 | Малая Саханка       | посёлок | 22        | Сабуровское сельское поселение          |
| 138 | Малая Фоминка       | деревня | ↗113      | Лавровское сельское поселение           |
| 139 | Малеевка            | деревня | 1         | Моховицкое сельское поселение           |
| 140 | Малиновка           | деревня | 0         | Моховицкое сельское поселение           |
| 141 | Масальская          | деревня | 1         | Моховицкое сельское поселение           |
| 142 | Маслово             | село    | ↗667      | Масловское сельское поселение           |
| 143 | Маслово             | деревня | 54        | Образцовское сельское поселение         |
| 144 | Медведево           | деревня | ↗129      | Платоновское сельское поселение         |
| 145 | Мезенский           | посёлок | 14        | Пахомовское сельское поселение          |
| 146 | Мерцалова           | деревня | 85        | Неполодское сельское поселение          |
| 147 | Михайловка          | деревня | ↘656      | Лавровское сельское поселение           |
| 148 | Михайловский        | посёлок | 25        | Жиляевское сельское поселение           |
| 149 | Молчановка          | деревня | 39        | Лавровское сельское поселение           |
| 150 | Мостки              | деревня | ↘253      | Платоновское сельское поселение         |
| 151 | Моховица            | село    | ↘603      | Моховицкое сельское поселение           |
| 152 | Мочёные Дворы       | посёлок | 33        | Пахомовское сельское поселение          |
| 153 | Мрачёв Брод         | деревня | 28        | Большекуликовское сельское поселение    |
| 154 | Муравейник          | посёлок | 8         | Спасское сельское поселение             |
| 155 | Наборный            | посёлок | 14        | Станово-Колодезьское сельское поселение |
| 156 | Надежда             | посёлок | 59        | Образцовское сельское поселение         |
| 157 | Наримановский       | посёлок | ↗43       | Платоновское сельское поселение         |
| 158 | Некрасовка          | деревня | ↗1341     | Лошаковское сельское поселение          |
| 159 | Нелюбова            | деревня | 9         | Становское сельское поселение           |
| 160 | Неполодь            | посёлок | ↘183      | Неполодское сельское поселение          |
| 161 | Нестерово           | деревня | 14        | Голохвастовское сельское поселение      |
| 162 | Нижний Хутор        | деревня | 20        | Образцовское сельское поселение         |
| 163 | Нижняя Калиновка    | деревня | ↗101      | Платоновское сельское поселение         |
| 164 | Нижняя Лужна        | деревня | ↗1119     | Неполодское сельское поселение          |
| 165 | Никуличи            | деревня | ↗241      | Лошаковское сельское поселение          |
| 166 | Новая Деревня       | деревня | ↘98       | Станово-Колодезьское сельское поселение |
| 167 | Новая Слободка      | деревня | 61        | Становское сельское поселение           |
| 168 | Новодмитровка       | село    | ↘307      | Станово-Колодезьское сельское поселение |
| 169 | Новокаменка         | посёлок | 6         | Троицкое сельское поселение             |
| 170 | Новосёлово          | деревня | ↘383      | Неполодское сельское поселение          |
| 171 | Новотроицкое        | деревня | 23        | Пахомовское сельское поселение          |
| 172 | Образцово           | деревня | ↗4083     | Образцовское сельское поселение         |
| 173 | Овражная            | деревня | 4         | Неполодское сельское поселение          |
| 174 | Овсянниково         | деревня | ↗1345     | Платоновское сельское поселение         |
| 175 | Озерки              | посёлок | 0         | Пахомовское сельское поселение          |
| 176 | Ольховец            | деревня | ↘383      | Платоновское сельское поселение         |
| 177 | Орехово             | деревня | 70        | Пахомовское сельское поселение          |
| 178 | Орлик               | посёлок | ↘131      | Образцовское сельское поселение         |
| 179 | Паньково            | деревня | 59        | Лавровское сельское поселение           |
| 180 | Паньково            | деревня | ↗182      | Неполодское сельское поселение          |
| 181 | Парахино            | деревня | 20        | Платоновское сельское поселение         |
| 182 | Паслово             | село    | 60        | Становское сельское поселение           |
| 183 | Пахомова            | деревня | 26        | Пахомовское сельское поселение          |
| 184 | Пашково             | деревня | ↘54       | Неполодское сельское поселение          |
| 185 | Паюсово             | село    | ↗365      | Моховицкое сельское поселение           |
| 186 | Платоново           | село    | ↗161      | Платоновское сельское поселение         |
| 187 | Плаутино            | деревня | 22        | Становское сельское поселение           |
| 188 | Плещеево            | село    | ↗1331     | Неполодское сельское поселение          |
| 189 | Поваляевы Дворы     | посёлок | 32        | Голохвастовское сельское поселение      |
| 190 | Поветкина           | деревня | 13        | Спасское сельское поселение             |
| 191 | Подчёрное           | деревня | 8         | Троицкое сельское поселение             |
| 192 | Полозова            | деревня | 4         | Жиляевское сельское поселение           |
| 193 | Полозовские Дворы   | деревня | ↘347      | Жиляевское сельское поселение           |
| 194 | Пронина             | деревня | 31        | Становское сельское поселение           |
| 195 | Пугачёвка           | деревня | ↘218      | Большекуликовское сельское поселение    |
| 196 | Путимец             | село    | ↗522      | Голохвастовское сельское поселение      |
| 197 | Пятницкий           | посёлок | 1         | Масловское сельское поселение           |
| 198 | Радищево            | деревня | 7         | Троицкое сельское поселение             |
| 199 | Распопова           | деревня | 16        | Неполодское сельское поселение          |
| 200 | Распоповские Дворы  | деревня | 25        | Жиляевское сельское поселение           |
| 201 | Ржавец              | деревня | 1         | Лавровское сельское поселение           |
| 202 | Русский             | посёлок | 83        | Образцовское сельское поселение         |
| 203 | Сабурово            | село    | ↘305      | Сабуровское сельское поселение          |
| 204 | Сабуровские Выселки | деревня | 95        | Сабуровское сельское поселение          |
| 205 | Садовый             | посёлок | ↘267      | Образцовское сельское поселение         |
| 206 | Салтыки             | село    | 76        | Сабуровское сельское поселение          |
| 207 | Саханская           | станция | 47        | Образцовское сельское поселение         |
| 208 | Саханский           | посёлок | 84        | Образцовское сельское поселение         |
| 209 | Селихово            | деревня | 29        | Пахомовское сельское поселение          |
| 210 | Семендяево          | деревня | 0         | Станово-Колодезьское сельское поселение |
| 211 | Семендяевский       | посёлок | 1         | Большекуликовское сельское поселение    |
| 212 | Сеножать            | деревня | 76        | Большекуликовское сельское поселение    |
| 213 | Слободка            | деревня | 42        | Троицкое сельское поселение             |
| 214 | Смычка              | посёлок | 1         | Троицкое сельское поселение             |
| 215 | Снецкая Лука        | деревня | ↗112      | Платоновское сельское поселение         |
| 216 | Солнцево            | село    | ↘202      | Образцовское сельское поселение         |
| 217 | Соловецкий          | посёлок | 1         | Неполодское сельское поселение          |
| 218 | Сомово              | деревня | 50        | Троицкое сельское поселение             |
| 219 | Сорокино            | деревня | 11        | Большекуликовское сельское поселение    |
| 220 | Спасское            | село    | 64        | Спасское сельское поселение             |
| 221 | Спасское            | село    | ↗163      | Сабуровское сельское поселение          |
| 222 | Спесивцево          | деревня | 1         | Лошаковское сельское поселение          |
| 223 | Спицино             | деревня | 94        | Пахомовское сельское поселение          |
| 224 | Ставцева            | посёлок | 1         | Образцовское сельское поселение         |
| 225 | Стальной Конь       | посёлок | ↘667      | Неполодское сельское поселение          |
| 226 | Становое            | деревня | ↘93       | Станово-Колодезьское сельское поселение |
| 227 | Становое            | деревня | ↗1204     | Становское сельское поселение           |
| 228 | Становой Колодезь   | село    | ↘1932     | Станово-Колодезьское сельское поселение |
| 229 | Старцево            | село    | ↗1730     | Платоновское сельское поселение         |
| 230 | Стишь               | посёлок | ↘118      | Большекуликовское сельское поселение    |
| 231 | Стрелецкий          | посёлок | ↘2841     | Пахомовское сельское поселение          |
| 232 | Ступишино           | деревня | ↘151      | Большекуликовское сельское поселение    |
| 233 | Сухая Орлица        | деревня | ↗359      | Лошаковское сельское поселение          |
| 234 | Тайное              | деревня | ↗279      | Неполодское сельское поселение          |
| 235 | Телецентр           | посёлок | ↗193      | Большекуликовское сельское поселение    |
| 236 | Толубеева           | деревня | 9         | Голохвастовское сельское поселение      |
| 237 | Топкое              | деревня | 28        | Станово-Колодезьское сельское поселение |
| 238 | Троицкое            | село    | ↘405      | Троицкое сельское поселение             |
| 239 | Труфаново           | деревня | 8         | Неполодское сельское поселение          |
| 240 | Усть-Рыбница        | деревня | ↗127      | Образцовское сельское поселение         |
| 241 | Учебный             | посёлок | 143       | Сабуровское сельское поселение          |
| 242 | Фандеева            | деревня | 7         | Жиляевское сельское поселение           |
| 243 | Франтихин           | посёлок | 10        | Троицкое сельское поселение             |
| 244 | Хардиково           | деревня | ↗1461     | Платоновское сельское поселение         |
| 245 | Хвощёвский          | посёлок | 47        | Пахомовское сельское поселение          |
| 246 | Хитрово             | деревня | 15        | Троицкое сельское поселение             |
| 247 | Хомутовские Выселки | посёлок | 5         | Голохвастовское сельское поселение      |
| 248 | Хомуты              | деревня | ↘88       | Сабуровское сельское поселение          |
| 249 | Хутор               | деревня | 1         | Становское сельское поселение           |
| 250 | Хутор Ильинский     | деревня | 1         | Станово-Колодезьское сельское поселение |
| 251 | Хутор Средний       | деревня | 1         | Лавровское сельское поселение           |
| 252 | Хутор Степь         | деревня | 80        | Троицкое сельское поселение             |
| 253 | Хутор Яичкина       | деревня | 0         | Становское сельское поселение           |
| 254 | Цветынь             | деревня | 39        | Неполодское сельское поселение          |
| 255 | Чаплыгино           | деревня | 48        | Образцовское сельское поселение         |
| 256 | Черемисино          | деревня | 37        | Большекуликовское сельское поселение    |
| 257 | Шамардино           | деревня | 25        | Большекуликовское сельское поселение    |
| 258 | Шемякино            | деревня | 1         | Моховицкое сельское поселение           |
| 259 | Шепино              | деревня | ↘402      | Становское сельское поселение           |
| 260 | Шиловский           | посёлок | ↗1466     | Лошаковское сельское поселение          |
| 261 | Широкая Кулига      | посёлок | 19        | Спасское сельское поселение             |
| 262 | Шишкино             | деревня | 1         | Большекуликовское сельское поселение    |
| 263 | Шумово              | деревня | 0         | Моховицкое сельское поселение           |
| 264 | Щучье               | деревня | 9         | Масловское сельское поселение           |
| 265 | Южный               | посёлок | 5         | Пахомовское сельское поселение          |

Упразднённые населённые пункты:
- 2004 год - поселок Октябрьский Образцовского сельсовета, поселок Легощенский Платоновского сельсовета, поселки Липки и Кусты Становоколодезьского сельсовета, поселок Ланцевы Дворы Голохвастовского сельсовета, поселок Кочки Троицкого сельсовета, деревню Ворошилова Моховицкого сельсовета, село Сретенье и деревню Любаново Лавровского сельсовета[29]

## Экономика
Развитие сельского хозяйства на данных территориях не актуально. Возможна полная передача этих территорий в состав г. Орла. Де-факто район является «спальным»: 90 % дееспособного населения работает и 100 % учащихся и студентов обучаются в областном центре ввиду близости, исключение составляют школьники и пенсионеры.
Администрацией района одобрен проект постройки мусороперерабатывающего завода.

## День района
Решение проводить День района во вторую субботу июня было принято на сессии райсовета.
Первое празднование 12 июня 2010 совпало с Днём России. Торжественность момента была обусловлена не только этим. Вниманию жителей представили флаг и герб района. На гербе символическая птица держит в клюве ключ. Объясняется это тем, что в Орёл с любой стороны можно попасть только через Орловский район.

## Связь
Почтовая связь
Работа почтовой связи Орловского района входит в городскую зону.
Телефонная связь
Является составной частью городской телефонной сети г. Орла, телефонный код 486-2.

## Телевидение и радиовещание
Эфирное аналоговое телевидение и радиовещание
Аналоговое вещание телеканалов прекращено 03.06.2019
- Телевидение в Орле
- Радиостанции Орловской области

Цифровое телевещание
На территории Орловского района установлено три телевышки, передающие устойчивый сигнал по всему району. Работают два цифровых мультиплекса: пакет телеканалов РТРС-1, ТВК 26 (514 МГц); пакет телеканалов РТРС-2, ТВК 41 (634 МГц).

## Транспорт
Автомобильный
Через район проходят автомобильные магистрали: M2E 105 «Крым»; Р119; Р120; Р92.

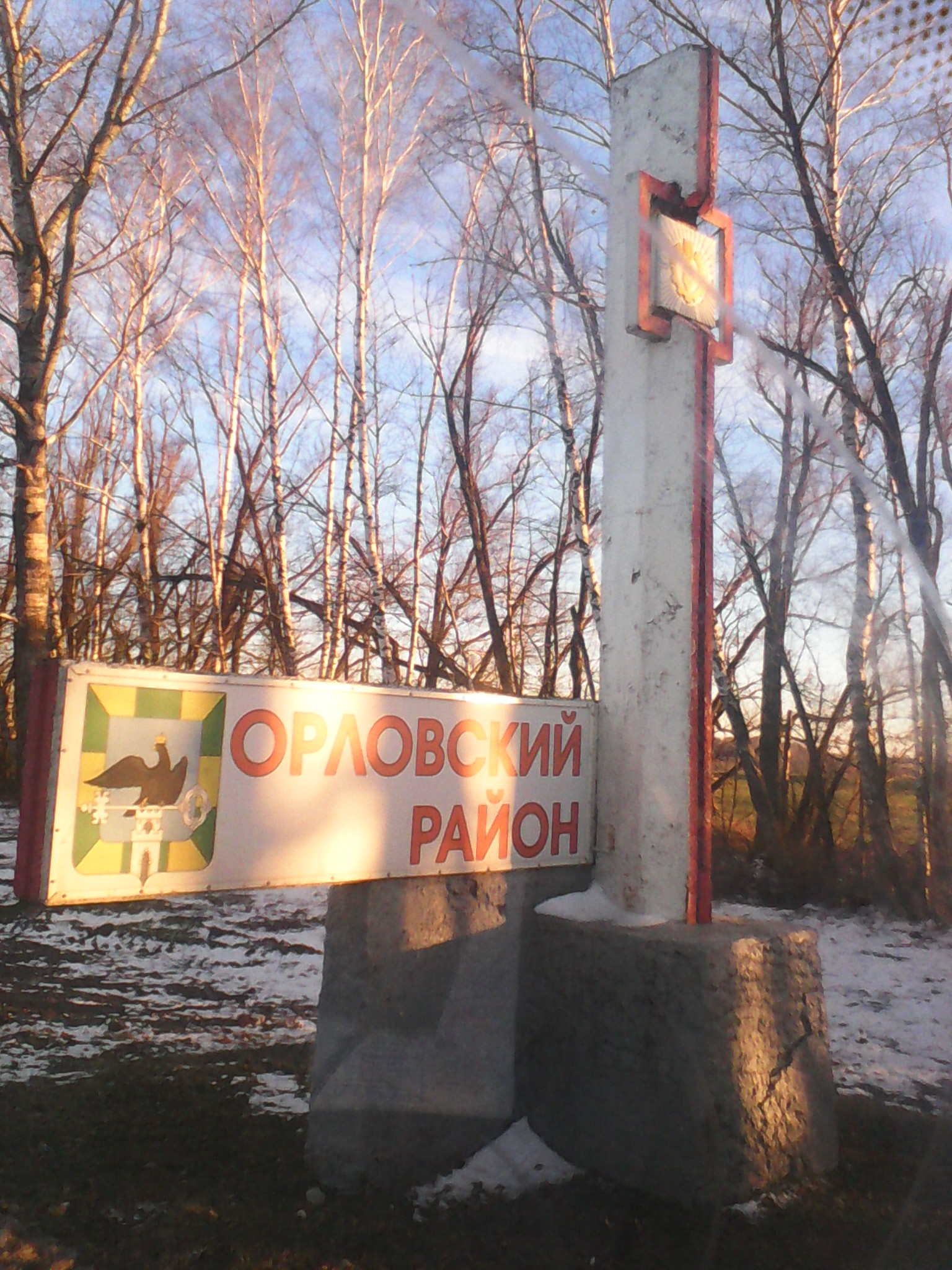
Стела, трасса

Своего предприятия общественного транспорта в районе нет, обслуживание населения обеспечивается частными транспортными компаниями по заключённым договорам с Орёлавтотрансом.
Железнодорожный
В районе имеется местное железнодорожное сообщение по электрифицированной магистрали Москва — Орёл — Курск и тепловозным однопутным линиям Орёл — Елец и Брянск — Орёл.
Трубопроводный
Через район проложен нефтепродуктопровод Кстовский НПЗ — Рязанский НПЗ — Стальной Конь, перекачивающий топливо в Беларусь, Украину и на экспорт через прибалтийские порты.

## Средства массовой информации
- Районная газета «Наша Жизнь»

## Образование
Учреждения среднего профессионального образования:
- БПОУ ОО «Орловский техникум агротехнологий и транспорта»
- БПОУ ОО «Мезенский педагогический лицей»

## Достопримечательности
В Орловском районе находится большое количество родников, несколько городищ, руины имения Каменских, Сабуровская крепость.
Всего в Орловском районе под охраной государства находятся около 100 объектов культурного наследия. Из них (по разным источникам):
- федерального значения — 5;
- регионального значения — 88 или 93;
- местного значения — 7 или 4.